# Jimmy Cobb

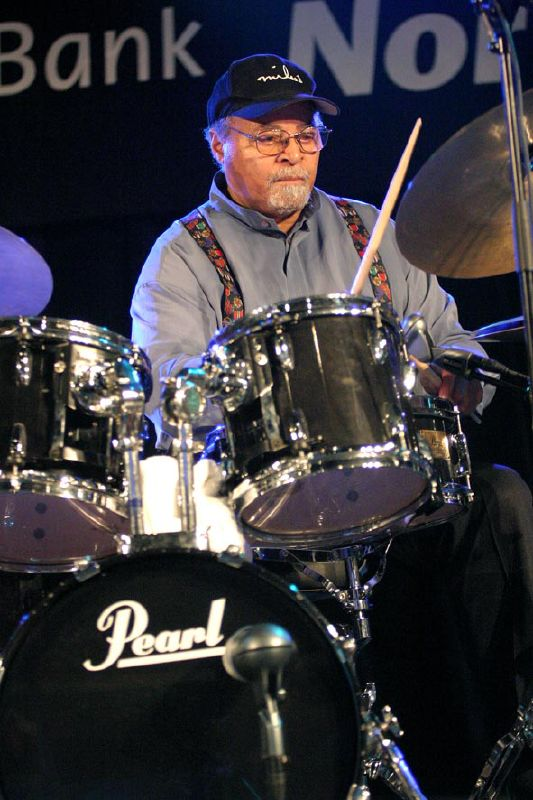
Jimmy Cobb

Wilbur James „Jimmy“ Cobb (* 20. Januar 1929 in Washington, D.C.; † 24. Mai 2020 in New York) war ein amerikanischer Schlagzeuger des Modern Jazz, der für seinen „gradlinigen schnörkellosen Hardbop-Stil“ bekannt war.

## Werdegang

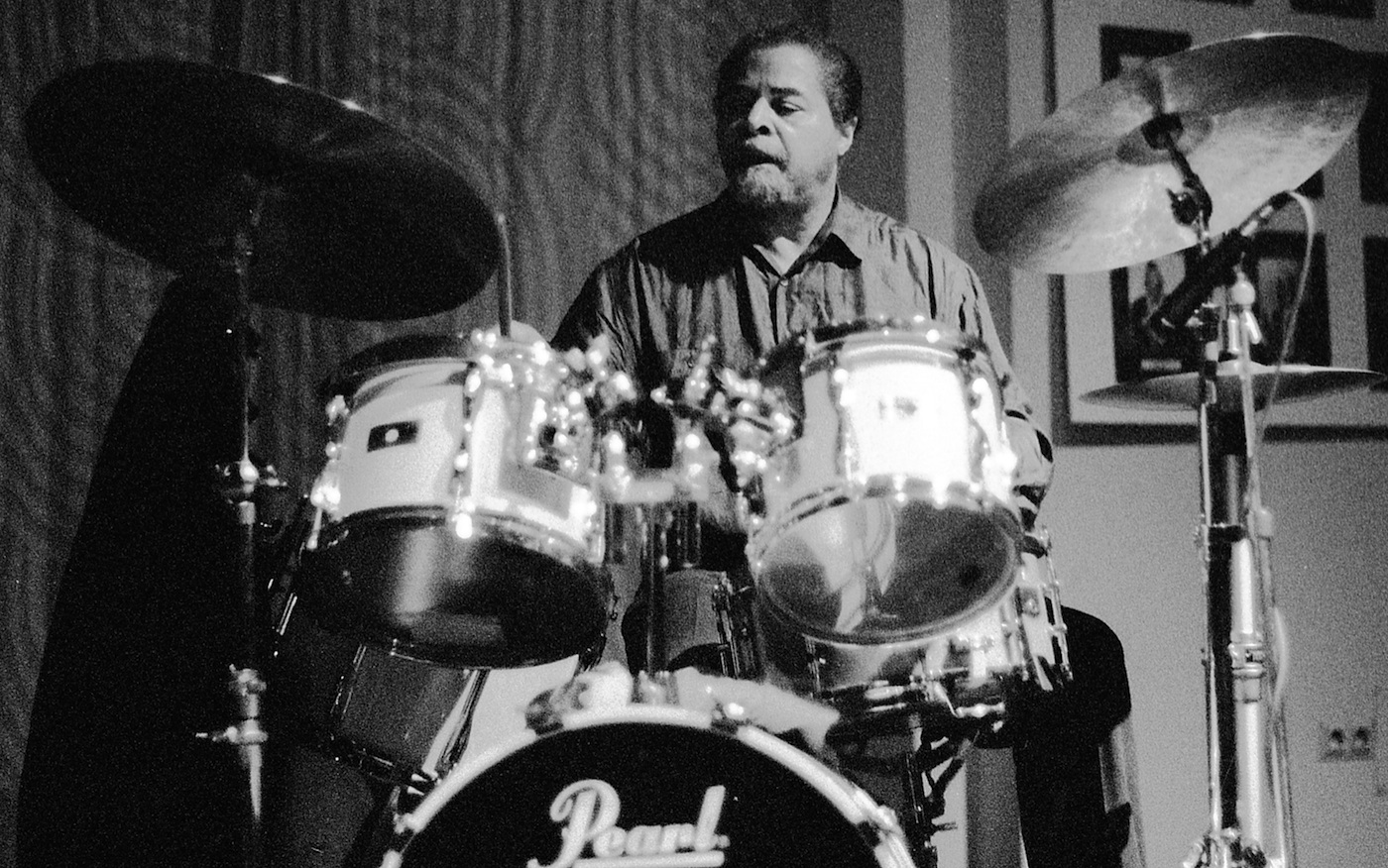
Jimmy Cobb mit dem Nat Adderley Quintet, 1993

Als überwiegender Autodidakt brachte es Jimmy Cobb zum ältesten Stammspieler in den meisten Miles-Davis-Formationen. Ab 1946 lernte er Schlagzeug an der Armstrong High School in Boston. Er begleitete zunächst in Washington Charlie Rouse und Billie Holiday, bevor er 1951 mit Earl Bostic auf nationale Tournee ging. In den nächsten Jahren arbeitete er als Begleiter von Dinah Washington und spielte auch mit Frank Wess, Leo Parker oder Pearl Bailey. 1957 arbeitete er bei Cannonball Adderley, dann kurz bei Stan Getz und Dizzy Gillespie. Von 1958 bis 1963 arbeitete er in der Band von Miles Davis, sein Schlagzeugspiel findet sich u. a. auf historischen Aufnahmen wie Kind of Blue, Sketches of Spain, Someday My Prince Will Come, Live at Carnegie Hall, Porgy and Bess und vielen anderen Miles-Davis-Aufnahmen; daneben nahm er auch mit John Coltrane auf (Giant Steps). In den 1960ern spielte er in Clubs im Trio mit Wynton Kelly und Paul Chambers, teilweise ergänzt durch Wes Montgomery. In den 1970er Jahren begleitete er Sarah Vaughan. Anschließend war er mit Kenny Drew senior, Art Farmer, Nat Adderley, Jesse Davis oder Roman Schwaller zu hören. Wenige Tage nach seinem 75. Geburtstag entstand mit Ellis Marsalis das Album Marsalis Music Honors Jimmy Cobb mit vier Kompositionen des Schlagzeugers.
Ab den 2000er-Jahren arbeitete Cobb weiterhin mit Musikern wie Brian Lynch, Grady Tate, George Coleman, Von Freeman, David Fathead Newman, Roman Schwaller, Cedar Walton, Hank Jones, Geri Allen, Christian McBride, Eric Felten, Javon Jackson, Steve Turre, Emmet Cohen und Harold Mabern. Außerdem leitete er eigene Trioformationen, denen u. a. Massimo Faraò, Richard Wyands, Orlando le Fleming, Peter Washington, Peter Bernstein und John Webber angehörten. 2011 nahm er mit Eddie Henderson, Unno Tadakata und John Webber das Tributalbum Remembering Miles auf. Im Bereich des Jazz war er laut Tom Lord zwischen 1948 und 2019 an 379 Aufnahmesessions beteiligt.
Jimmy Cobb war der letzte verbliebene lebende Musiker, der 1959 bei den Aufnahmen zu dem legendären Jazz-Album „Kind of Blue“ mitgewirkt hatte. Er trat noch bis zum Alter von 90 Jahren regelmäßig auf und brachte 2019 das Album „This I Dig of You“ heraus. Cobb starb im Mai 2020 im Alter von 91 Jahren an den Folgen einer Krebserkrankung.

## Auszeichnungen
Für 2009 erhielt Jimmy Cobb die NEA Jazz Masters Fellowship.

## Diskografie (Auswahl)

### Bandleader
- Only for the Pure of Heart (Lightyear, 1998) mit Richard Wyands, Peter Bernstein, John Webber
- Yesterdays (2001), mit Jon Faddis, Roy Hargrove, Marion Meadows, Michael Brecker, Eric Lewis, Peter Bernstein, John Webber, Jerry Mall
- Cobb’s Groove (Milestone, 2003) mit Eric Alexander, Richard Wyands, Peter Bernstein, John Webber
- Marsalis Music Honors Jimmy Cobb (Marsalis, 2006), mit Andrew Speight, Ellis Marsalis, Orlando LaFleming
- Cobb’s Corner (2007), mit Roy Hargrove, Ronnie Mathews, Peter Washington
- Jazz in the Key of Blue (Chesky, 2009), mit Roy Hargrove, Russell Malone, John Webber
- The Original Mob (Smoke Sessions, 2014), mit Peter Bernstein, Brad Mehldau, John Weber
- This I Dig of You (Smoke Sessions, 2019), mit Harold Mabern, Peter Bernstein, John Webber

### Sideman
- 1959: Blue Spring – Kenny Dorham & Cannonball Adderley (Riverside)
- 1959: Giant Steps – John Coltrane (Atlantic Records, 1960; nur ein Stück mit Cobb)
- 1977: Lite Flite – Kenny Drew (SteepleChase)

bei Miles Davis
- 1958: Porgy and Bess – Miles Davis (Columbia Records)
- 1959: Kind of Blue (Columbia Records)
- 1959: Sketches of Spain (Columbia Records, 1960)
- 1961: Someday My Prince Will Come (Columbia Records)

bei Wes Montgomery
- 1965: Smokin’ at the Half Note – Wynton Kelly Trio & Wes Montgomery (Verve Records)
- 1965: Smokin’ Guitar (Verve)
- 1966: Smokin’ in Seattle: Live at the Penthouse – Wynton Kelly Trio & Wes Montgomery (Verve, 2017)

## Lexikalischer Eintrag
- Carlo Bohländer, Karl Heinz Holler, Christian Pfarr: Reclams Jazzführer. 3., neubearbeitete und erweiterte Auflage. Reclam, Stuttgart 1989, ISBN 3-15-010355-X.
- Ian Carr, Digby Fairweather, Brian Priestley: Rough Guide Jazz. Der ultimative Führer zur Jazzmusik. 1700 Künstler und Bands von den Anfängen bis heute. Metzler, Stuttgart/Weimar 1999, ISBN 3-476-01584-X.
- Wolf Kampmann (Hrsg.), unter Mitarbeit von Ekkehard Jost: Reclams Jazzlexikon. Reclam, Stuttgart 2003, ISBN 3-15-010528-5.